# Krigsreperationstjeneste
Krigsreperationstjeneste er en dansk propagandafilm fra 1976, der er produceret af Forsvarets Materielintendantur.

## Handling
Denne artikel mangler et handlingsreferat. Hjælp os med at skrive det.